# Collégiale Saint-Louis du château de Castelnau-de-Bretenoux
Pour les articles homonymes, voir Église Saint-Louis.
La collégiale Saint-Louis est une église catholique située à Prudhomat, en France.

## Localisation
L'église est située dans le département français du Lot, sur la commune de Prudhomat, au pied du château de Castelnau-Bretenoux.

## Historique

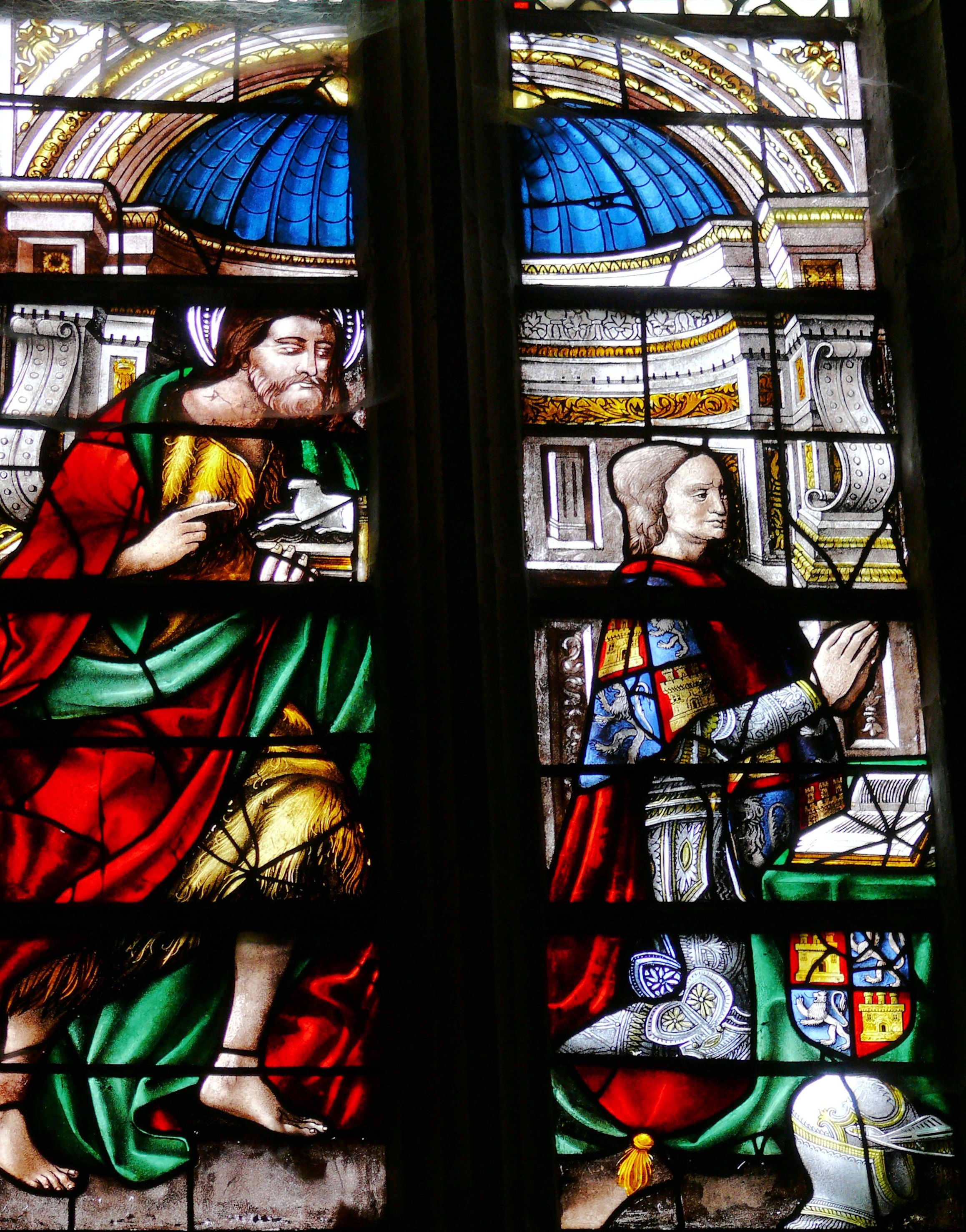
Jean II de Castelnau-Caylus en orant avec son saint patron

Cette église remplace une église plus ancienne, probablement du XIIIe siècle.
Elle a été édifiée à partir de 1507 par Jacques de Castelnau, à la mémoire de son père Jean II de Castelanau-Caylus, chambellan de Louis XI, mort en 1505 et qui avait prévu de fonder une collégiale. Le pape Jules II a érigé l'église en collégiale l'année suivante, d'abord été dédiée à saint Jean-Baptiste, patron du fondateur. La collégiale a été fondée avec un chapitre de 8 chanoines et un doyen avec une importante dotation pour son fonctionnement.
Le doyen et les chanoines étaient présentés à l'investiture de l'évêque de Cahors par le seigneur de Castelnau. Ils résidaient dans les maisons qui se trouvaient à côté de l'église. Ils avaient le droit de sépulture dans la collégiale et devaient participer aux offices quotidiens prévus.
Guy Ier de Castelnau-Clermont hérite de la baronnie. 17e baron de Castelnau, il épouse en 1542 Louise de Bretagne-Avaugour. Dame d'honneur de Catherine de Médicis, elle a été châtelaine de Castelnau de 1542 à 1608. C'est elle qui fit changer la dédicace de la collégiale en dédiant la collégiale à saint Louis, son illustre ancêtre, canonisé en 1297. C'est aussi Louis de Bretagne qui a confié au chapitre le reliquaire du bras de Saint-Louis.
Après la mort du baron Louis-François, son frère Louis Guilhem quitte l'état ecclésiastique et se marie avec Jeanne-Thérèse d'Albert, fille du duc de Luynes. Il meurt en 1705, et son fils en 1715. Par héritage, ses biens passèrent aux ducs de la famille Albert de Luynes.

Au XVIIIe siècle, faute de ressources, le chapitre a été réduit. Le chapitre est dissout à la Révolution.
Les descendants des ducs de Luynes ont vendu le château en 1830 après avoir fait don de la collégiale à la fabrique paroissiale du village de Castelnau avec l'ensemble des meubles, reliques et objets de culte qu'elle contenait.
L'édifice est inscrit au titre des monuments historiques le 18 mars 1913.

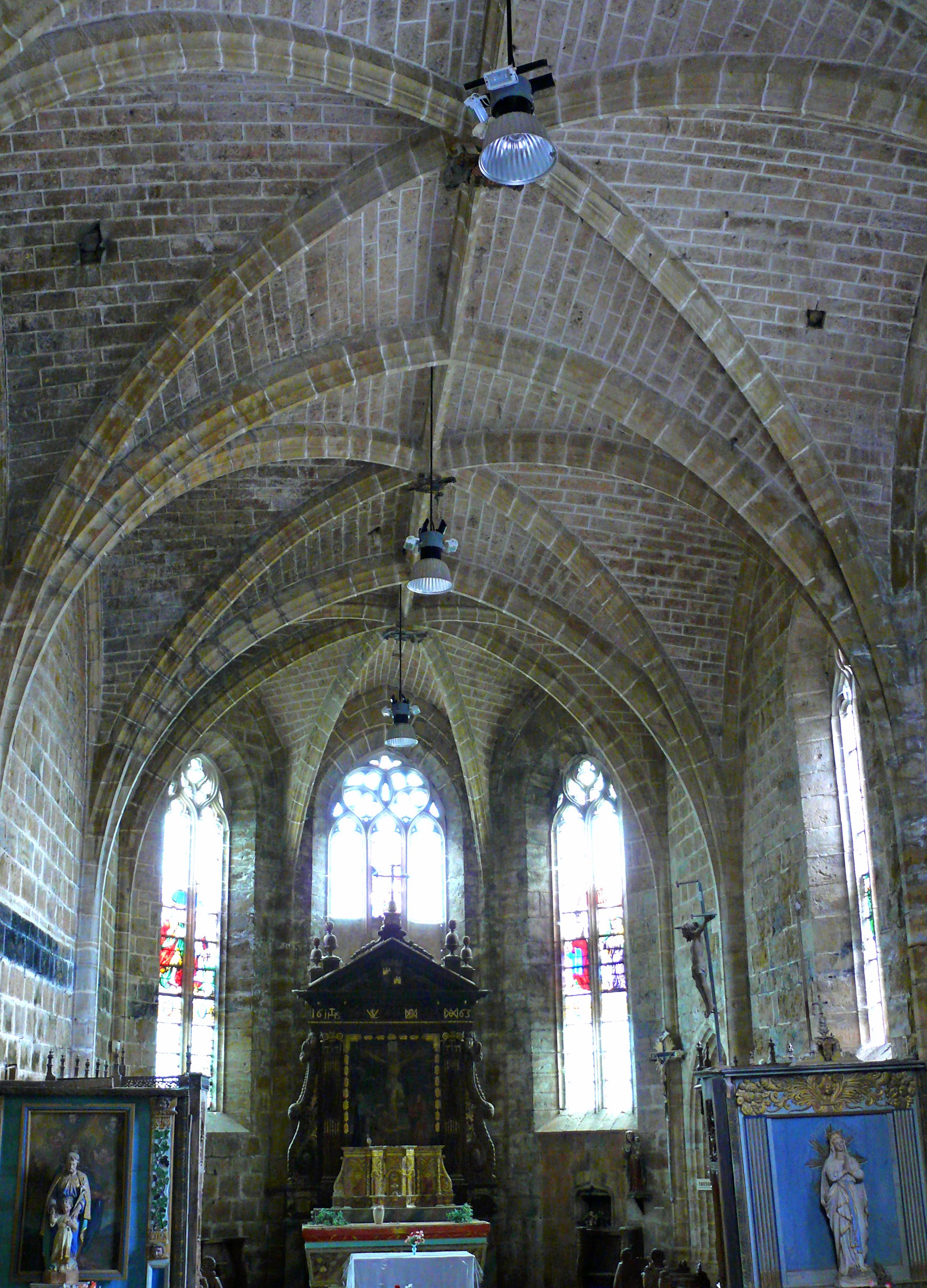
La nef, les deux autels secondaires et le maître-autel

## Présentation
L'église comprend une nef unique de quatre travées, sans transept avec un chœurs à cinq pans. L'architecture est faite conformément au style gothique de la fin du XVe siècle. L'aspect de l'église est austère, surmontée d'un clocher trapu et tenue par de puissants contreforts.
Le tympan du portail de l'église est timbrée du blason des Castelnau. À l'intérieur, les croisées d'ogive à liernes et les fenêtres de style gothique flamboyant sont d'une grande élégance.
Les clés de voûtes présentent les écus de Guy de Castelnau, évêque de Périgueux entre 1510 et 1523, de Jean II de Castelnau, fondateur de la collégiale, de son fils Jacques et de son père Antoine.
- Longueur : 25 m
- Hauteur  : 8 m

## Mobilier
La collégiale possède un important mobilier. Elle possède trois autels. L'autel majeur comprend un retable daté de 1663 décoré des armes des Castelnau, des Clermont-Lodève et des Saint-Bussan. En 1663, le baron Louis de Castelnau de Clermont-Lodève s'est marié avec Anne-Marguerite de Saint-Bussan. Le retable était le cadeau de mariage des jésuites aux nouveaux époux. Cela a entraîné des dommages sur le vitrail de la baie centrale dont la partie basse a été murée. Sur cet autel se trouve un tableau représentant la Crucifixion datant du XVIIIe siècle.
Deux autels secondaires se trouvent avant l'entrée du chœur. Ils sont probablement constitués d'éléments de réemploi.
La collégiale possède plusieurs reliquaire dont le bras-reliquaire de saint Louis, datant de la fin du XIIIe siècle ou du début du XIVe siècle, offert par Louise de Bretagne.
La collégiale possède un ensemble de 26 stalles. Elles auraient été offertes par Jacques de Castelnau, baron de Castelnau entre 1505 et 1515. Ce serait son neveu, le cardinal François Guillaume de Castelnau de Clermont-Lodève, archevêque d'Auch entre 1507 et 1538 qui aurait fait venir des artistes italiens travaillant à la cathédrale d'Auch pour les réaliser.

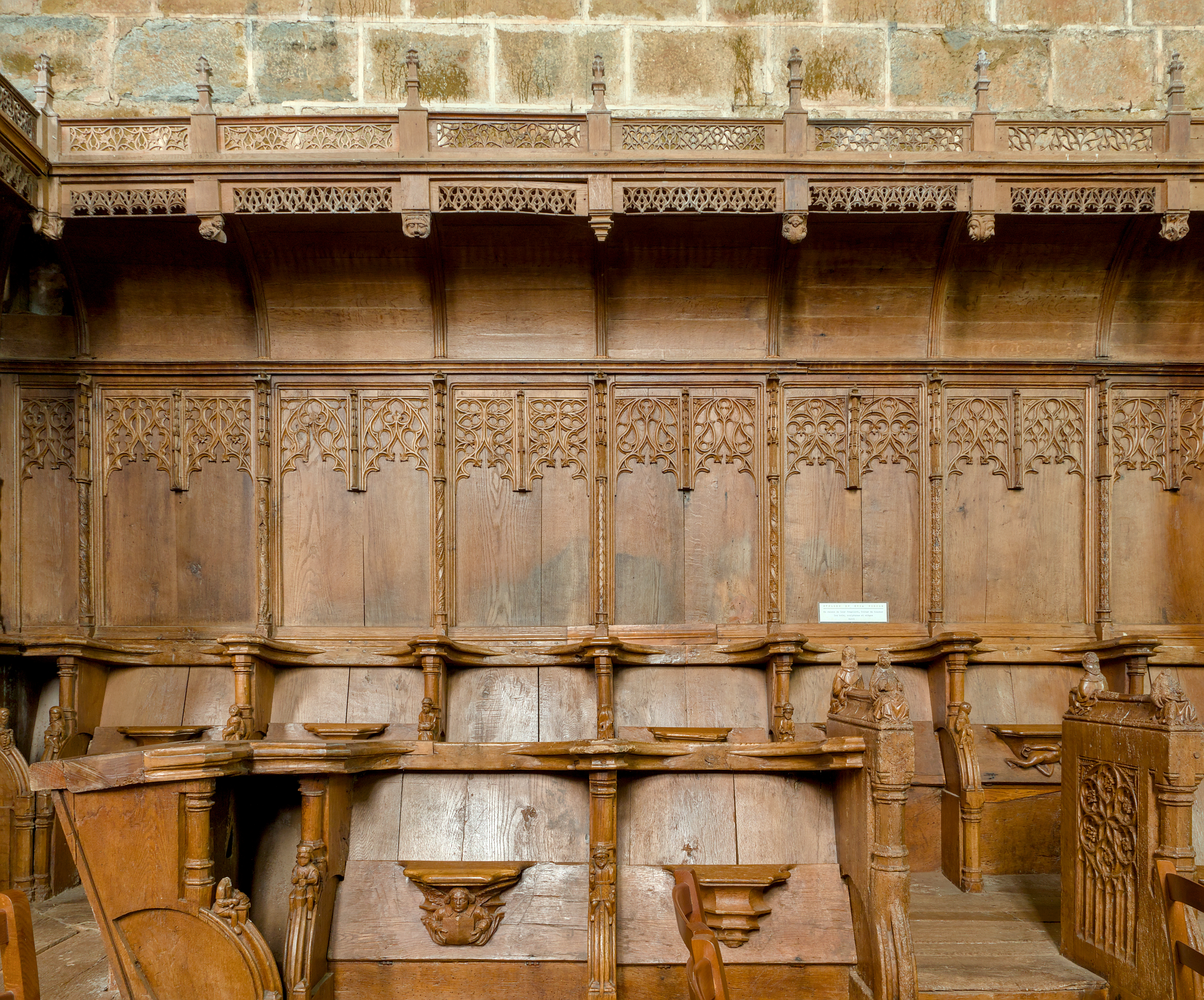
Une rangée de stalles.
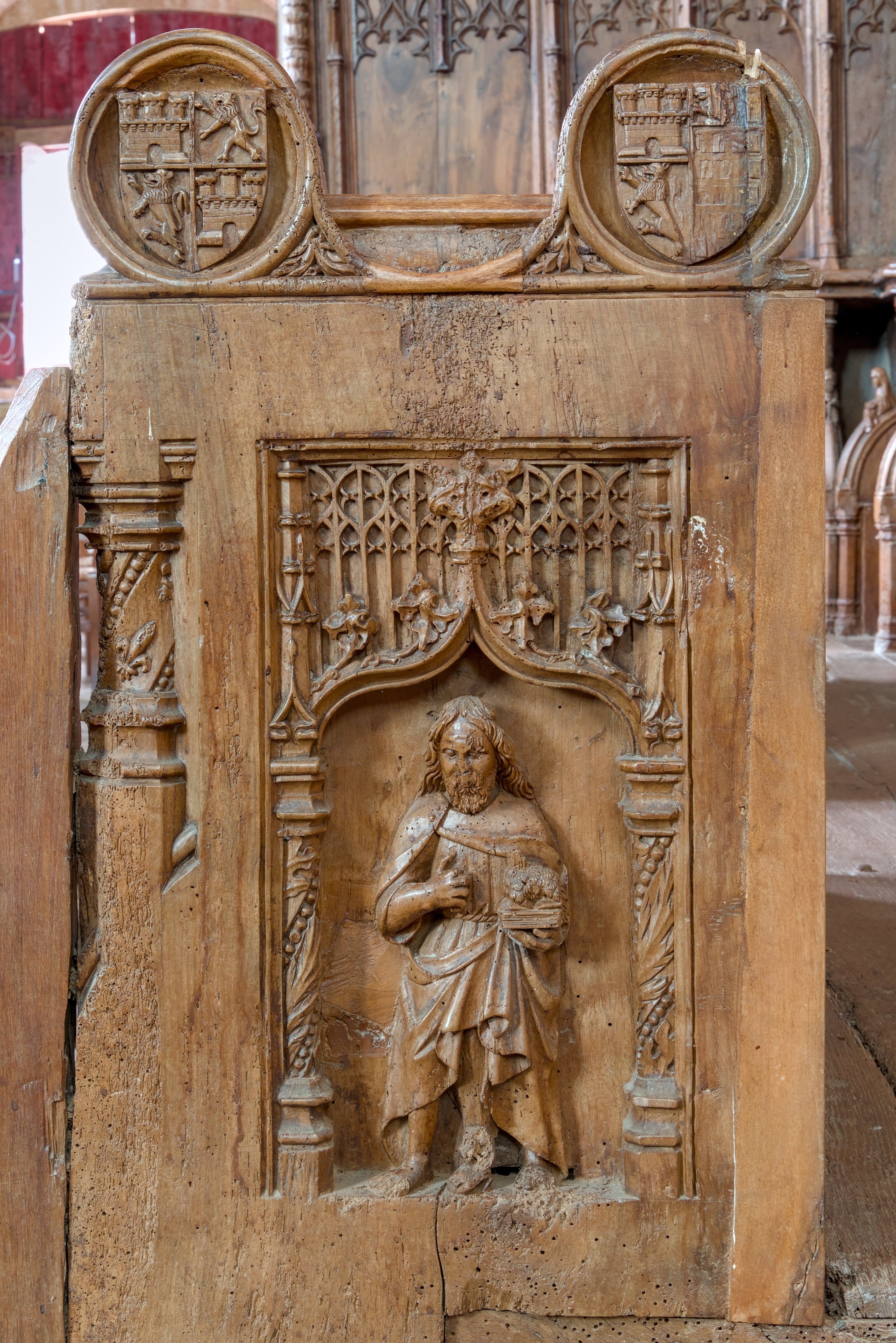
Côté d'une rangée de stalles.
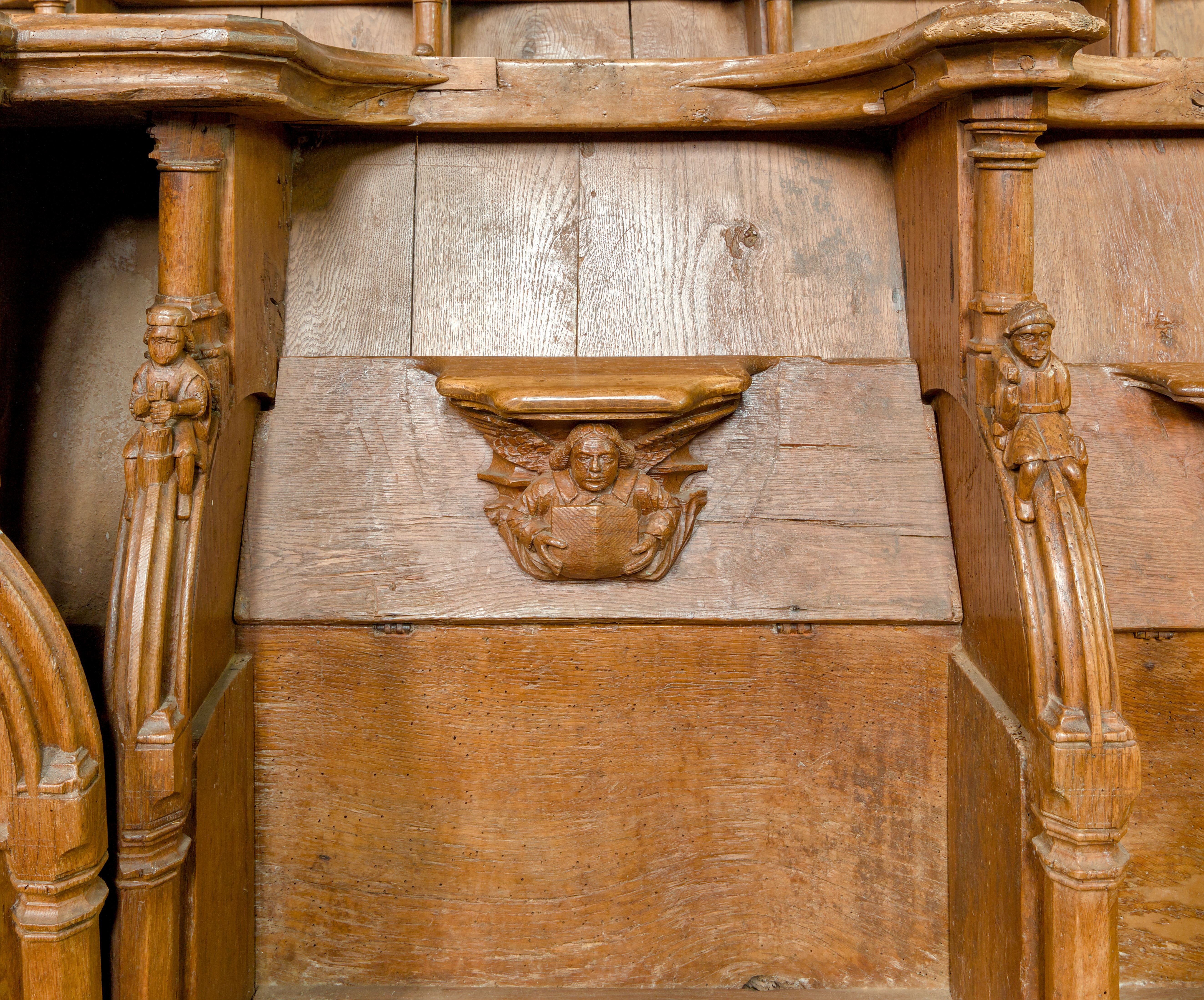
Deux accoudoirs sculptés entourent une miséricorde.
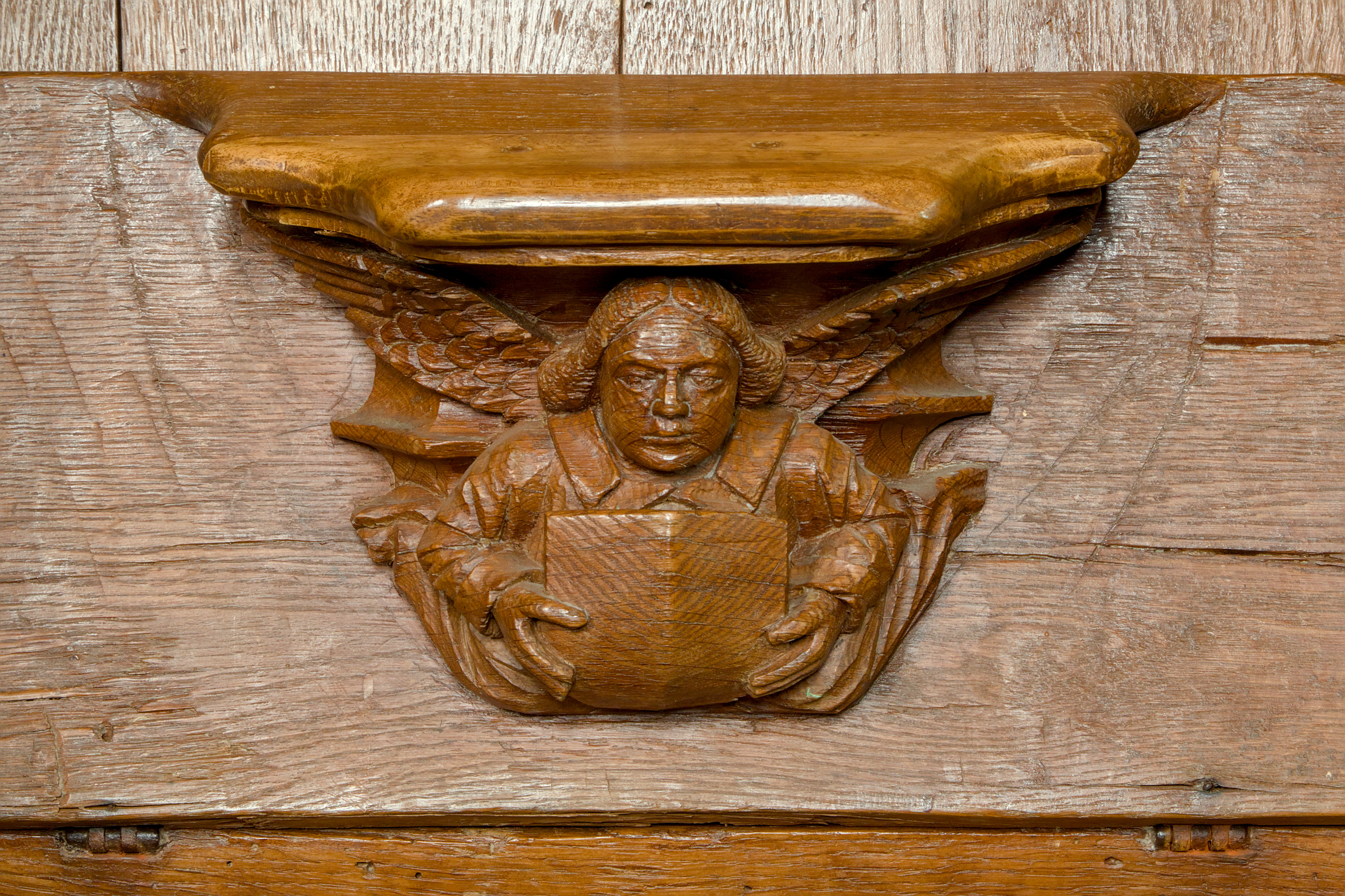
Une miséricorde.
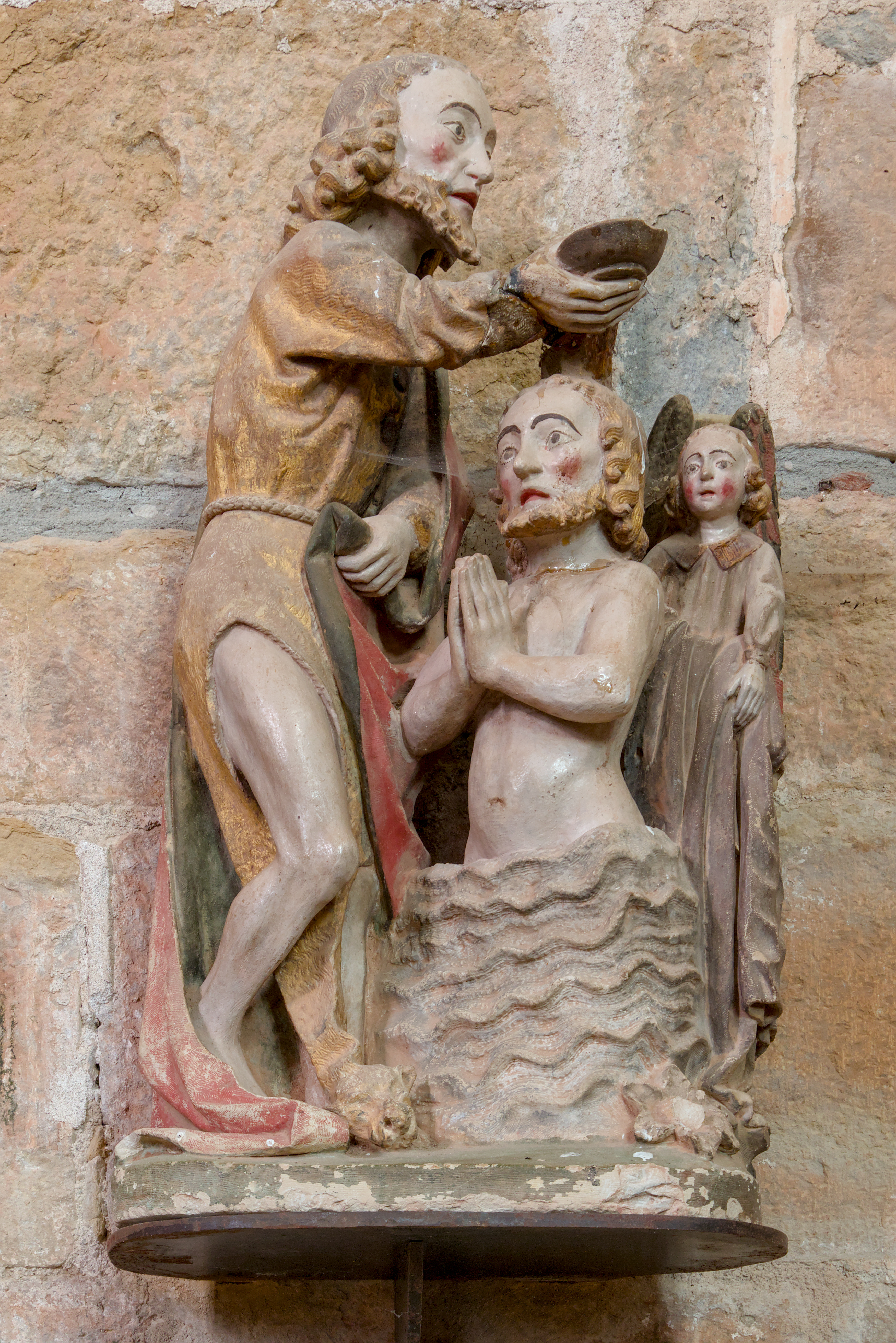
Groupe sculpté du Baptême du Christ (pierre polychrome, 15e siècle).
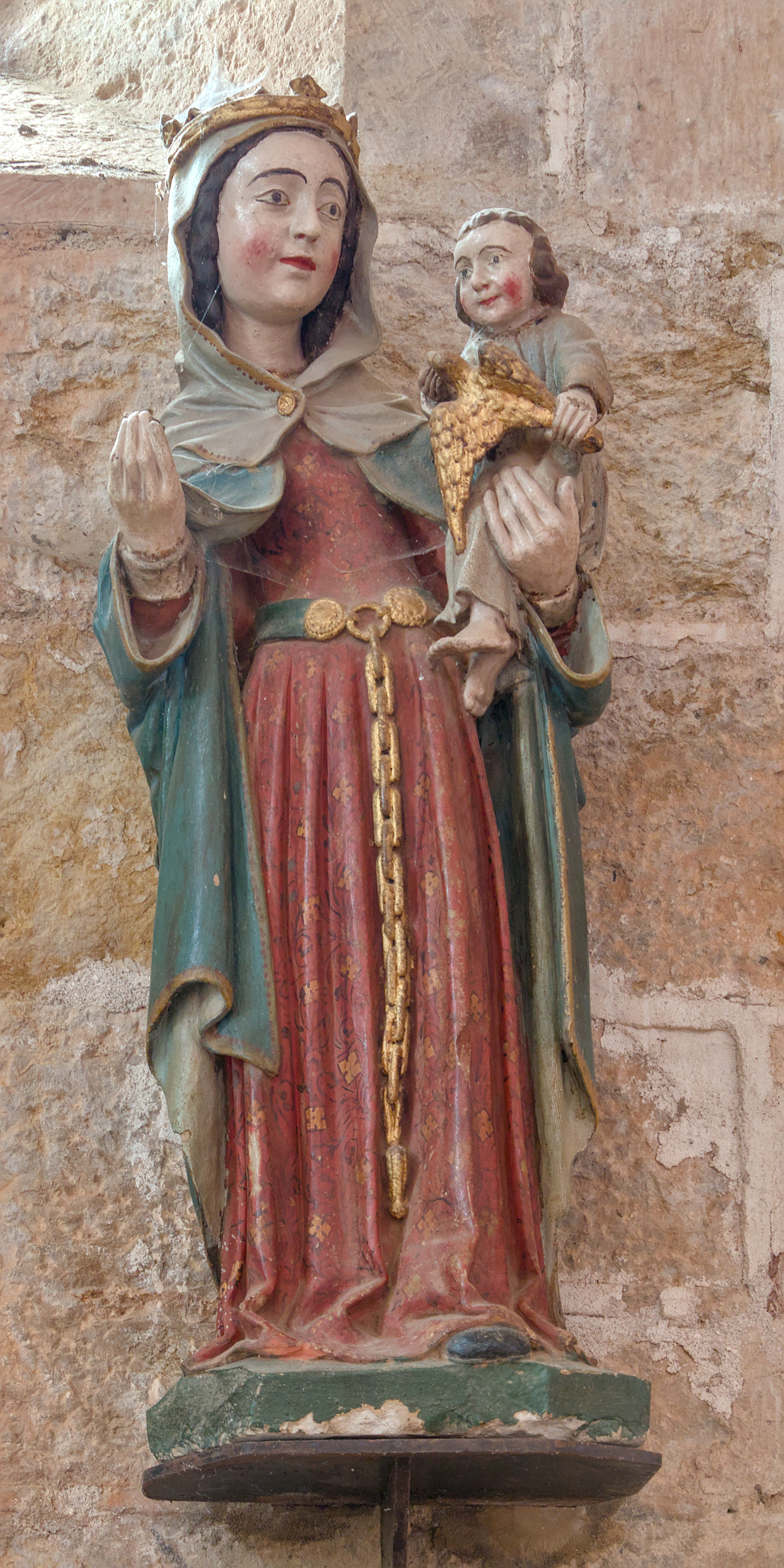
Vierge à l'Enfant (pierre polychrome, 15e siècle).

## Vitraux
Les baies de la nef présentent des vitraux datant du XVIe siècle. Il ne reste plus aujourd'hui que des fragments qui ont été remontés dans les années 1990 après la restauration. Le vitrail de la baie axiale représentant une Crucifixion a été endommagé à la suite de l'installation du retable, en 1663.
De part et d'autre on peut voir des vitraux représentant Jean II de Castelnau en orant avec son protecteur, saint Jean-Baptiste, et son épouse, Anne de Culant, avec sainte Anne. Jean II de Castelnau-Caylus s'était marié en 1459 avec Anne de Culant, fille de Philippe de Culant.